# راندال غوف
راندال غوف (بالإنجليزية: Randall Goff)‏ هو لاعب كرة الماء أسترالي، ولد في 15 مارس 1953.

## وصلات خارجية
- راندال غوف على موقع الاتحاد الدولي للسباحة (الإنجليزية)
- راندال غوف على موقع أوليمبيديا (الإنجليزية)
- راندال غوف على موقع اللجنة الأولمبية الأسترالية (الإنجليزية)